# 班堡城堡
班堡城堡（英語：Bamburgh Castle），早期名称是贝班堡，是位於英國英格蘭诺森伯兰郡班堡的一座城堡，這座城堡是英國的一級保護建築。班伯城堡有著極為悠久的歷史。現在班伯城堡不僅是一處旅遊景點，也是眾多影视剧的取景地。它在19世纪被威廉·阿姆斯特朗买下，现在还属于阿姆斯特朗家族。

## 外部連結
- Bamburgh Castle Guide from VisitNorthumberland.com （页面存档备份，存于）
- Bamburgh Castle – Map （页面存档备份，存于）